# ITU G.992.5 Annex M
ITU G.992.5 Annex M är protokoll relaterat till datatrafik över ADSL, protokollet är även en ITU-standard.
Ett sätt att höja hastigheten på uppströms på en ADSL-uppkoppling. Exempelvis kan man på en 24/1 Mbit/s-uppkoppling höja upplänken från 1 Mbit/s till ca 3,5 Mbit/s, med motsvarande minskning på hastigheten nedströms.
Detta görs genom att man höjer frekvensskillnaden mellan upp/nerström från 138kHz till 276kHz.
I Sverige började internetleverantörerna Telia och Bredbandsbolaget använda denna standard i oktober 2006.